# Greece (singolo)
Greece è un singolo del produttore discografico statunitense DJ Khaled, pubblicato il 4 agosto 2020 come secondo estratto dal dodicesimo album in studio Khaled Khaled.
Il brano vede la partecipazione del rapper americano-canadese Drake.

## Antefatti
La speculazione di una nuova canzone di DJ Khaled e Drake è nata per la prima volta nel gennaio 2020, quando Khaled si è recato a Toronto, la città natale di Drake. Dopo aver passato del tempo insieme al rapper in studio, Khaled aveva dichiarato: «È incredibile quello che puoi fare in 24 ore». Il 1º maggio Drake ha reso noto in anteprima il singolo tramite Instagram. A giugno Khaled ha rivelato che il primo singolo era pronto per la pubblicazione e ha confermato che stava lavorando ad un nuovo album. La traccia è stata confermata ad inizio luglio.
Il 15 luglio, due giorni prima dell'uscita della canzone, Khaled ha annunciato che il suo dodicesimo album in studio si sarebbe intitolato Khaled Khaled. L'annuncio è stato accompagnato da un trailer video che documentava la sua vita e carriera, inclusa la nascita dei suoi figli, e la vittoria del suo primo Grammy Award; rivelando poi che due singoli sarebbero state pubblicati il 17 luglio: Greece e Popstar, entrambi con Drake. Khaled e Drake prima del 2020 hanno collaborato diverse volte: nel 2009 con Fed Up, e durante gli anni 2010, in I'm on One, No New Friends, For Free e in To the Max (2017).

## Produzione
La produzione è stata affidata a OZ che aveva già collaboorato con Drake ad aprile 2020 in Toosie Slide e diverse tracce nel mixtape del rapper Dark Lane Demo Tapes Il co-produttore della traccia è Tigg il quale ha dato vita al singolo creando un sample per la base musicale, che successivamente OZ ha modificato velocizzando il ritmo e aggiungendo le percussioni alla base prima di inviarla a Drake per la registrazione vocale.

## Tracce
Testi e musiche di Khaled Khaled, Aubrey Graham, Ozan Yildirim, Calvin Tarvin, Elijah Maynard e Peter Eddins.
1. Greece (feat. Drake) – 3:39

## Formazione
- DJ Khaled – voce
- Drake – voce
- Ozan "OZ" Yildirim – produzione
- Calvin "Tiggi" Tarvin – co-produzione
- Noah "40" Shebib – missaggio
- Noel Cadastre – registrazione
- Juan "AyoJuan" Pena – ngegneria del suono

## Successo commerciale
Grazie al debutto di Greece in 8ª posizione nella Hot 100, Drake ha infranto il record di Madonna, duraturo 18 anni, per il maggior numero di top ten nella classifica.

## Classifiche

### Classifiche settimanali
| Classifica (2020) | Posizione massima |
| ----------------- | ----------------- |
| Australia         | 35                |
| Austria           | 27                |
| Belgio (Fiandre)  | 60                |
| Canada            | 3                 |
| Francia           | 129               |
| Germania          | 28                |
| Grecia            | 1                 |
| Irlanda           | 14                |
| Lituania          | 26                |
| Paesi Bassi       | 71                |
| Portogallo        | 41                |
| Regno Unito       | 8                 |
| Romania           | 57                |
| Stati Uniti       | 8                 |
| Svezia            | 73                |
| Svizzera          | 11                |

### Classifiche di fine anno
| Classifica (2020) | Posizione |
| ----------------- | --------- |
| Canada            | 85        |
| Regno Unito       | 85        |
| Svizzera          | 58        |